# Llau del Valentí
La llau del Valentí és una llau del terme de Llimiana, al Pallars Jussà.
Es forma a ponent del Pic dels Corrals, entre el Serrat de Balampia -a ponent- i el dels Corrals -a llevant-, des d'on davalla cap al nord, fins que s'aboca en el barranc de Barcedana, encara en el Bosc de Llimiana, al sud-oest de la Masia de Piteu.